# Paraclius capensis
Paraclius capensis är en tvåvingeart som beskrevs av Octave Parent 1932. Paraclius capensis ingår i släktet Paraclius och familjen styltflugor. Inga underarter finns listade i Catalogue of Life.